# Débora Giorgi

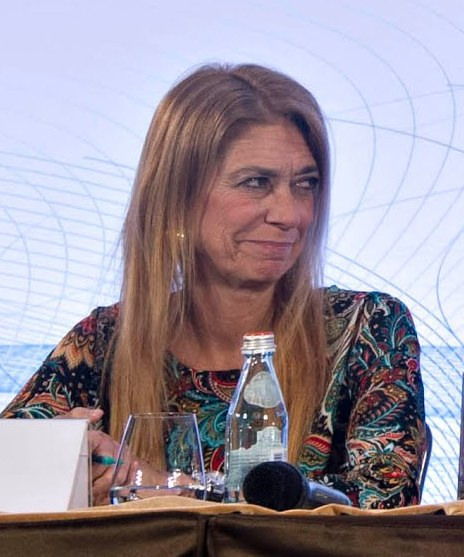
Débora Giorgi (2015)

Débora Adriana Giorgi (* 21. Oktober 1959 in Balvanera, Buenos Aires) ist eine argentinische Ökonomin. Zwischen 2008 und 2015 war sie argentinische Industrieministerin.

## Werdegang
Giorgi studierte Wirtschaftswissenschaft an der Päpstlichen Katholischen Universität von Argentinien. Nach einer Zeit im akademischen Betrieb gehörte sie 1989 zu den Mitgründern der Finanzberatungsfirma Alpha Economic Studies, für die sie bis 1999 tätig war. Nach der Wahl von Fernando de la Rúa zum argentinischen Präsidenten wurde sie vom Wirtschaftsminister José Luis Machinea zur Staatssekretärin in dessen Ministerium berufen. 2001 wechselte sie in das von Industrieminister Domingo Cavallo verantwortete Ressort, nach einem Regierungswechsel Ende des Jahres kehrte sie zu Alpha Economic Studies zurück.
2005 berief sie der Gouverneur von Buenos Aires Felipe Solá als Wirtschaftsministerin in sein Kabinett. Nach einer staatlichen Krise 2008 aufgrund von Konflikten mit der Landwirtschaft kam es im Herbst zu Umbesetzungen im Kabinett von Präsidentin Cristina Fernández de Kirchner. In der Folge übernahm Giorgi das durch Aufspaltung des Wirtschaftsressorts neu geschaffene Industrieministerium. Während ihrer Amtszeit initiierte sie verschiedene Maßnahmen im Rahmen einer Politik der importsubstituierenden Industrialisierung, um die argentinische Binnenwirtschaft zu fördern und zu stärken. Sie blieb bis zum Regierungswechsel 2015, als Mauricio Macri das Präsidentenamt übernahm, im Amt. Anschließend unterstützte sie die Bürgermeisterin von La Matanza, Verónica Magario.